# 李口镇 (商丘市)
李口镇，是中华人民共和国河南省商丘市睢阳区下辖的一个乡镇级行政单位。

## 行政区划
李口镇下辖以下地区：
李帽头村、李自勺村、徐村铺村、顺北村、顺南村、前苗村、夏楼村、任楼村、李口村、孙楼村、温堂村、贾杨楼村、清河口村、李辛庄村、五里杨村、郜寨村、张集村、李大庄村、谷楼村、小吴庄村、郑老家村、贾关庄村和火楼村。